# Lycée Montdory
Le lycée Montdory est un établissement scolaire français fondé en 1606 et situé à Thiers dans le Puy-de-Dôme. C'est un lycée général et technologique.
Le lycée est plus précisément situé dans la cité scolaire du Pontel et la partage avec le collège Antoine-Audembron.
L'accès au lycée se fait par plusieurs entrées : deux par l'avenue Jean-Jaurès (D400), une par le chemin des Graviers au-dessus de la cité scolaire et une par la piscine municipale de Thiers au sud du lycée.

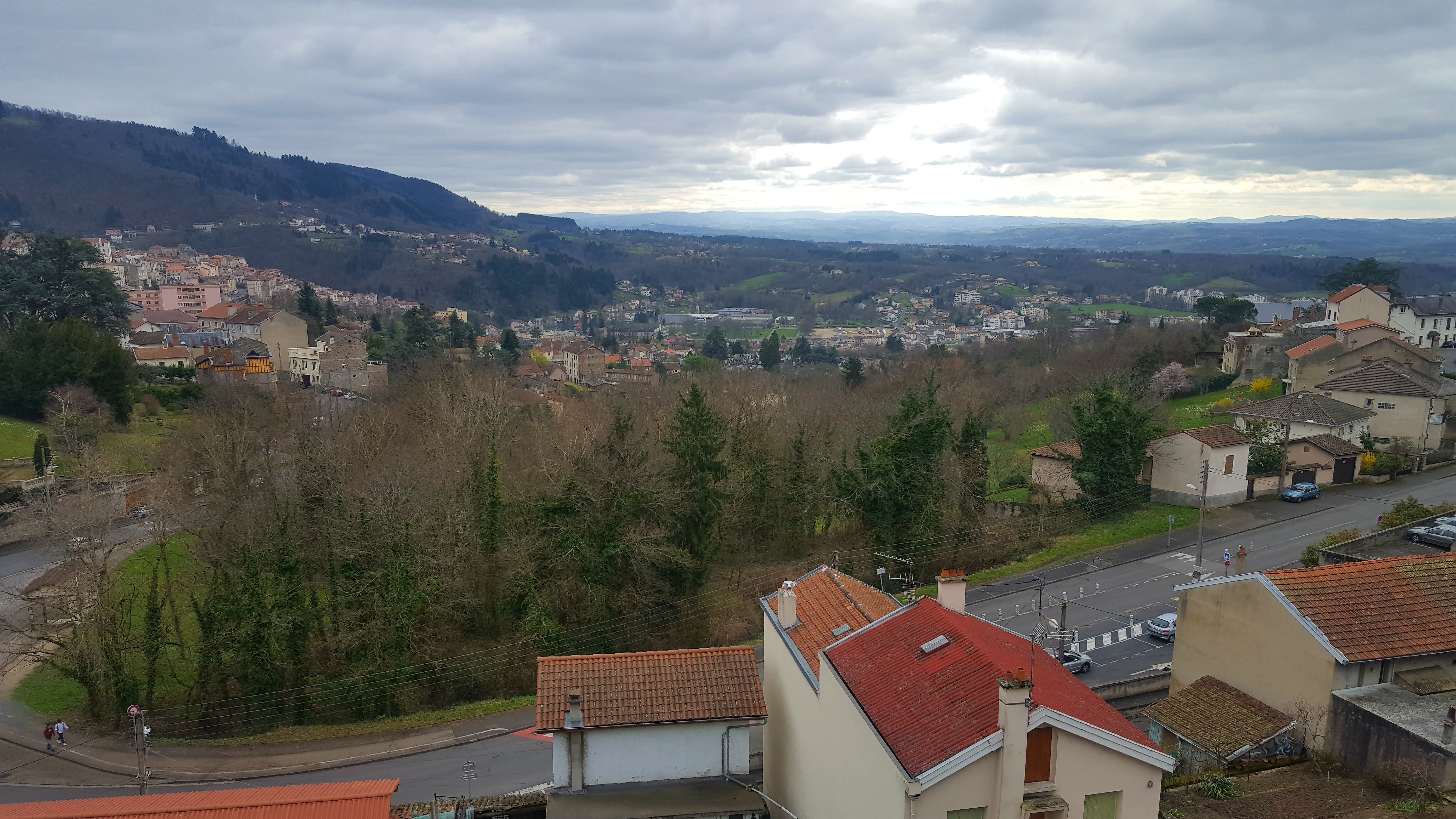
Vue depuis l'internat du lycée.

## Histoire du Lycée
Les origines les plus anciennes de l'établissement datent de 1606. À cette époque, le lycée était situé rue des Treilles à Thiers. Composé dès lors de personnels laïcs et payés par les élèves, ils se font remplacer ensuite vers le milieu du XVIIe siècle par les pères du Saint Sacrement sur décisions du conseil municipal.
Le lycée proche de l'ancienne sous-préfecture étant vétuste fut transféré dans l'ancien collège Audembron. Celui-ci, trop petit par rapport au nombre d'élèves grandissant fortement, déménagea dans les locaux actuels dans les années 1960.

## Architecture et extérieur
Les locaux du lycée datent des années 1960. À sa construction, les toitures des bâtiments étaient des toits-terrasse. Le lycée ayant subi des rénovations dans les années 85-90, des toitures à deux croupes ont été ajoutés avec des couvertures métalliques sur les murs extérieurs pour décorer le lycée. Ces ajouts sont toujours visibles de nos jours.

## Effectif[1],[6]
| 1786 | 1950 | 1960 | 2014 | 2016 |
| ---- | ---- | ---- | ---- | ---- |
| +132 | 459  | 920  | 620  | 810  |